# 高乘載車道

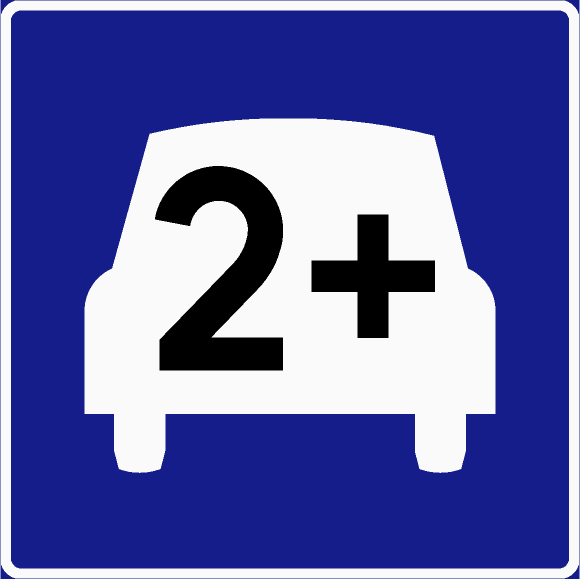
挪威的高乘載車道標誌

高乘載車道（HOV lane, high-occupancy vehicle lane，中国用語為「多乘员车道」），是指專供乘載多人（2人以上）之汽車所行駛的車道，設置此車道的目的在於鼓勵共乘、使用大眾運輸工具以降低交通壅塞並減少車輛排放造成的空氣污染。

## 名稱
高乘載車道又稱「共乘車道」（carpool lane）、「鑽石車道」（diamond lane，取自車道入口處的菱形符號）或transit line。在紐西蘭與澳大利亚稱為「T2 lane」或「T3 lane」。
中国大陆地区的正式名称是“多乘员车道”。

## 概要
高乘載車道最早自1970年代起在美國開始實施，其可以是臨時性的，例如固定在交通尖峰時間實施 ，或是車流量大的連續假期期間在特定路段或全部路段實施，但通常需人力在入口辨識以防止不符資格的車輛進入。也有永久性的，例如畫定某一車道為高乘載專用。永久性實施的常會搭配自動辨識設備以確保符合資格的車輛才可使用。
行駛高乘載車道的車輛，乘載人數須符合條件，大多數規定至少2人或3人，人數計算除了包含駕駛人，還包括嬰兒，但不包括尚未出生的胎兒。此外，大部分國家為提倡綠色運輸，提高道路利用效率，也會允許摩托車、油電混合車、電動車、甚至自行車等較環保的車輛，即使未滿兩人仍可使用高乘載車道。另外為了公共服務需要，也會允許執勤的消防車、救護車等公眾服務車輛使用。

## 圖片

美國的高乘載車道標示
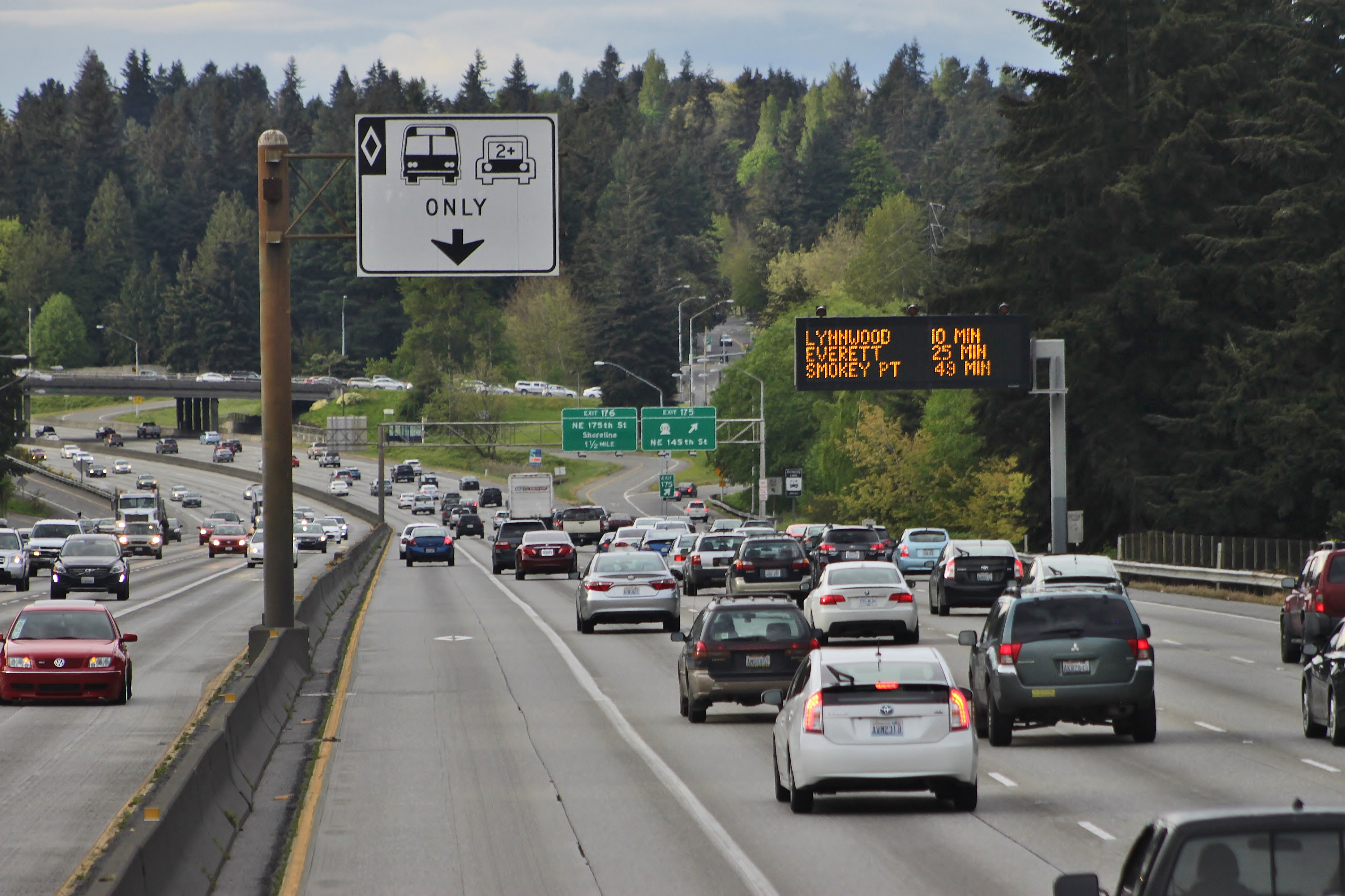
美国5号州际公路于华盛顿州西雅图的高承载车道标牌
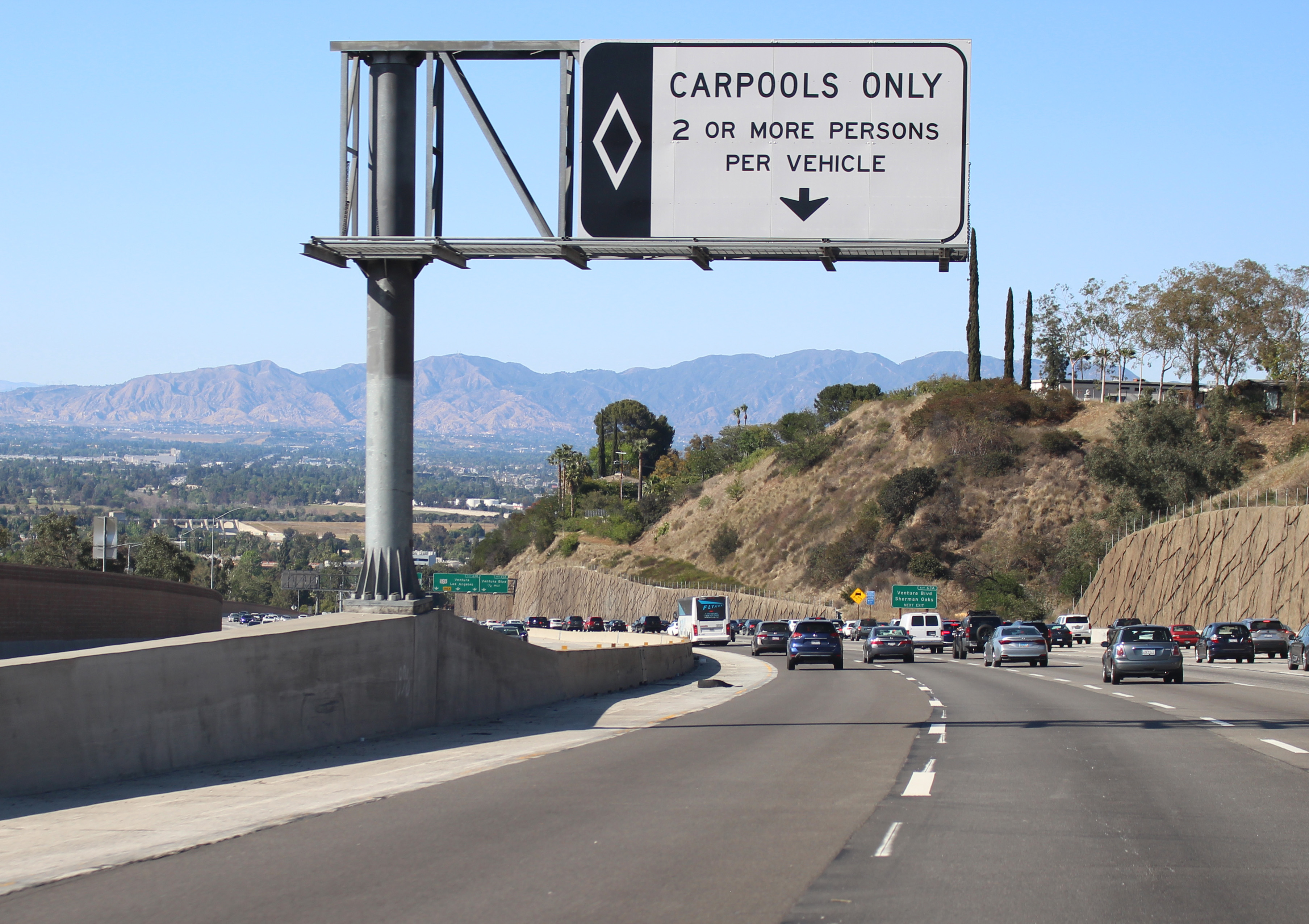
1970至2020年间的50年来，Caltrans倾向于使用“Carpool”而不是“HOV”一词指代洛杉矶405号州际公路的高承载车道
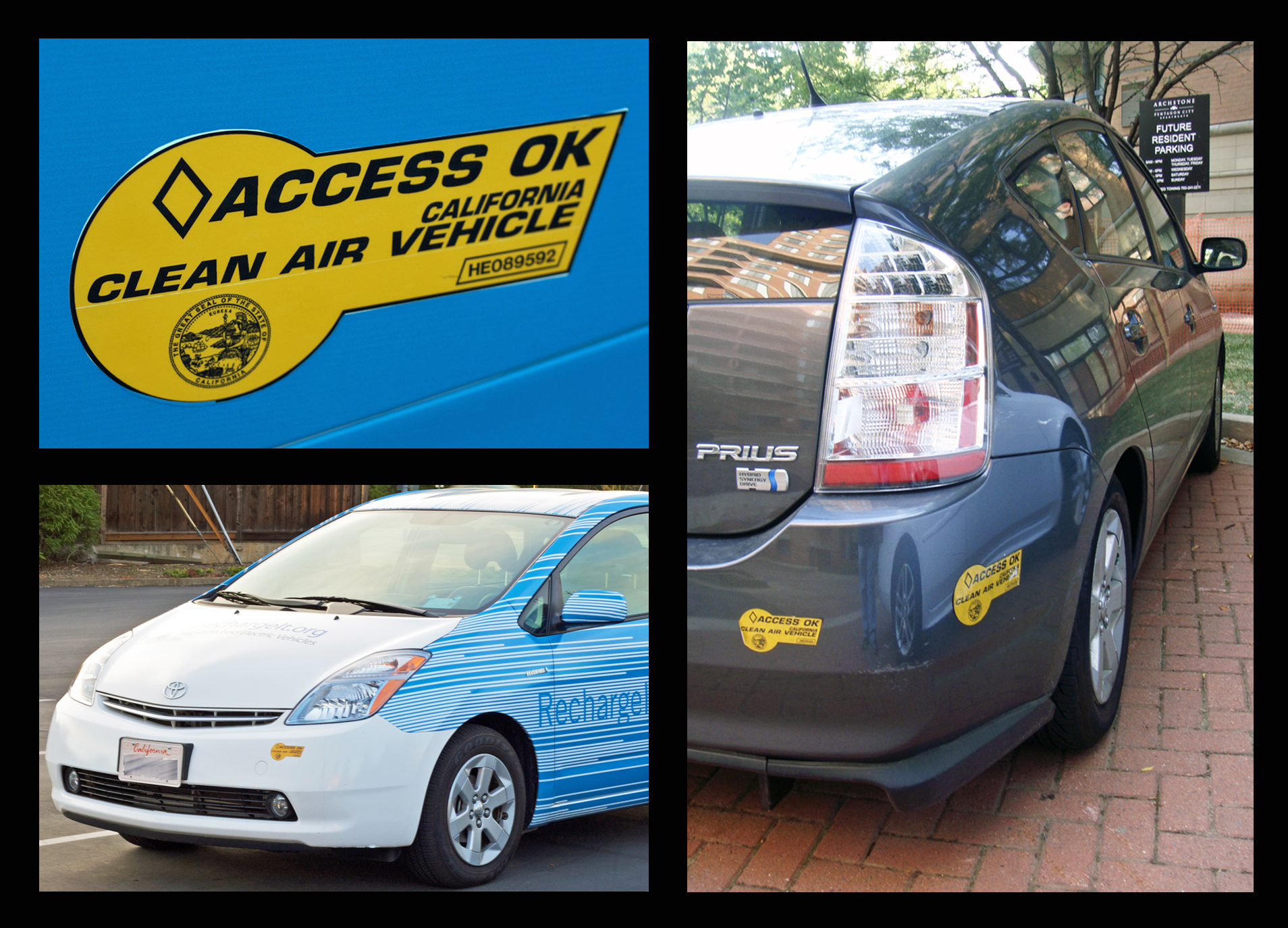
貼有美國加州高乘載車道通行貼紙的油電混合車
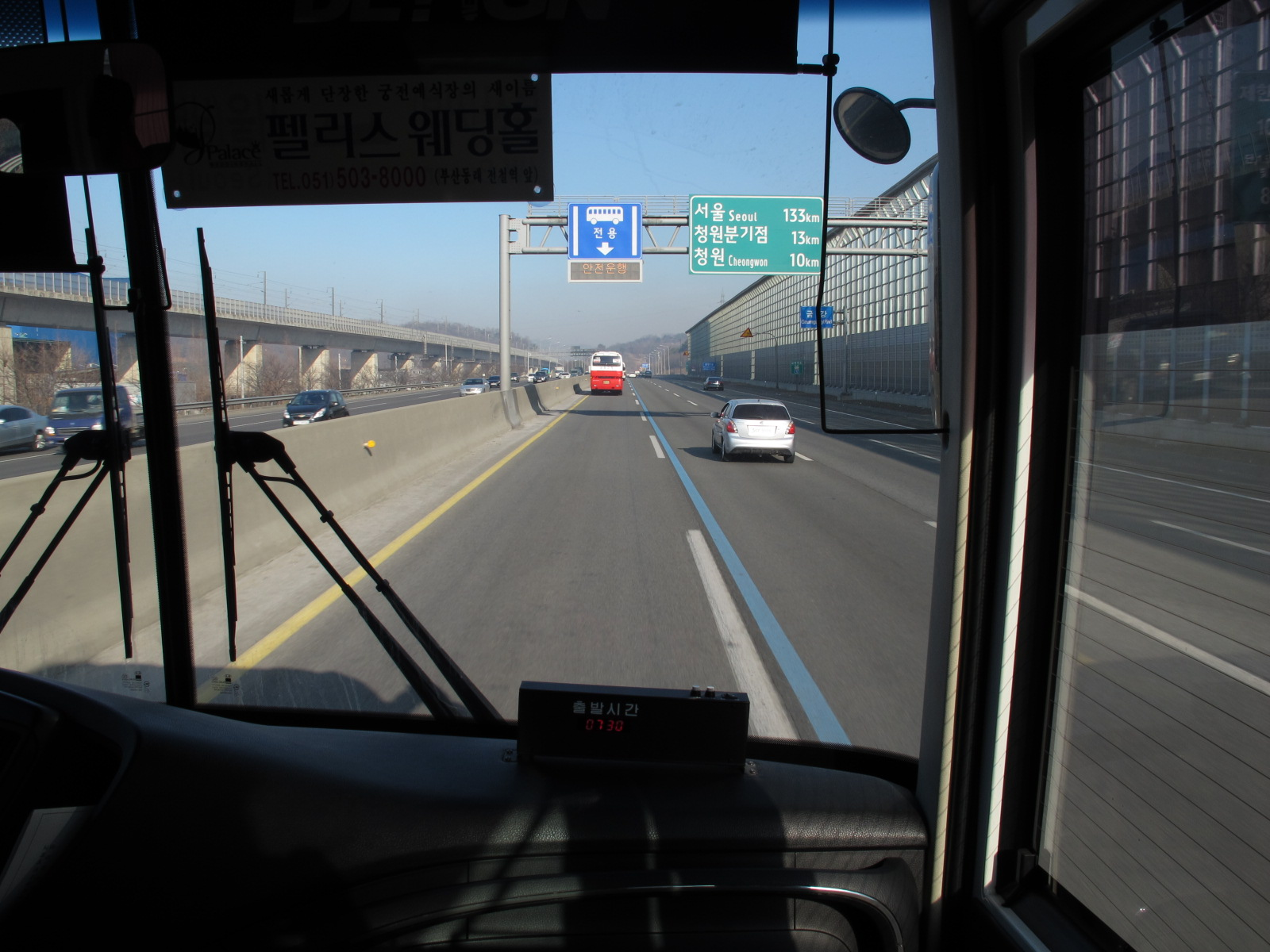
韓國京釜高速公路的大客車專用道
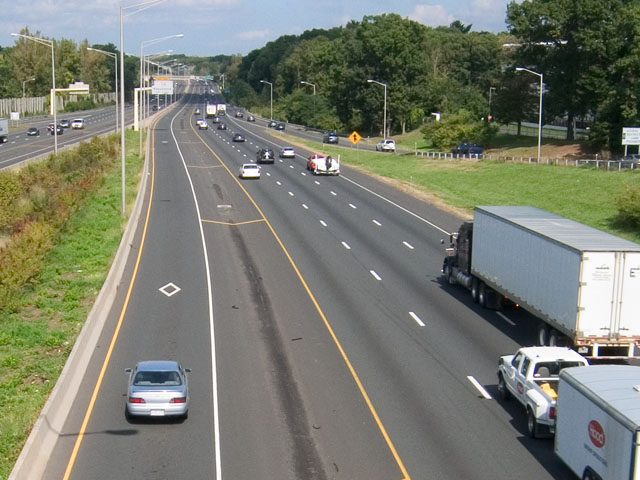
美國91號州際公路康乃狄克州哈特福路段的高乘載車道（圖左側繪有菱形標誌的車道）
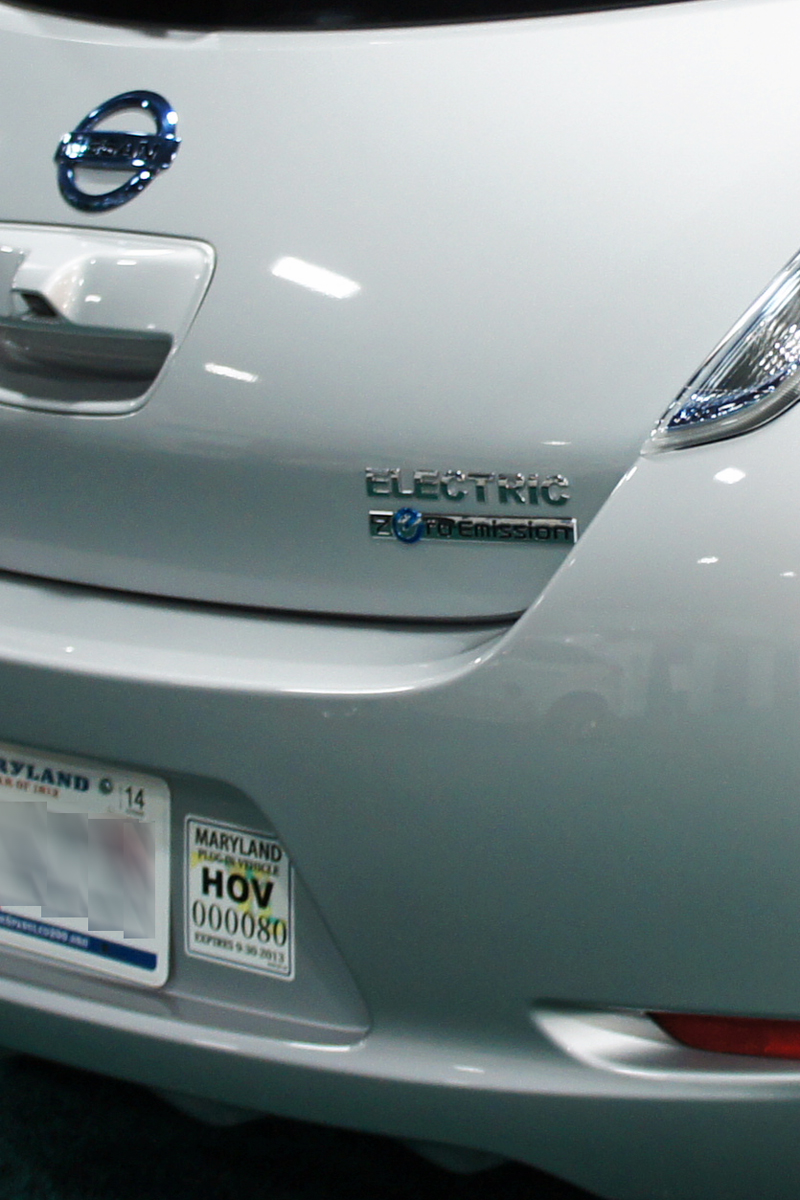
貼有美國馬里蘭州高乘載車道通行貼紙的日產Leaf電動車

## 另見
- 公車專用道
- 調撥車道

## 外部連結
- （繁體中文）五楊高架HOV車道宣導 （页面存档备份，存于）
- （繁體中文）五楊高乘載辨識率5成騙很大-時報周刊[永久]